# Adinandra rantepaoensis
Adinandra rantepaoensis är en tvåhjärtbladig växtart som beskrevs av Clarence Emmeren Kobuski. Adinandra rantepaoensis ingår i släktet Adinandra och familjen Pentaphylacaceae. Inga underarter finns listade i Catalogue of Life.